# Jorge Davino
Jorge Davino (* 27. April 1945 in Gran Buenos Aires) ist ein ehemaliger argentinischer Fußballspieler, der im offensiven Mittelfeld agierte. Jorge Davino, der in seiner Heimat Argentinien den Spitznamen Cholín erhielt und wegen seines kräftigen Körperbaus in seiner Wahlheimat Mexiko als Tarzán bezeichnet wurde, ist der Vater der ebenfalls als Fußballer tätigen Duilio und Flavio Davino.

## Leben
Davino wuchs in Villa Fiorito, einer Gemeinde im Großraum von Buenos Aires, auf. Mit dem Fußballsport begann er im Nachwuchsbereich der Boca Juniors, bei denen er 1965 seinen ersten Profivertrag erhielt. Im selben Jahr gewann er mit den Xeneizes die argentinische Fußballmeisterschaft.
Im darauffolgenden Jahr spielte er für den kolumbianischen Millonarios FC und kehrte anschließend in seine Heimat zurück, wo er zwei Jahre bei Huracán unter Vertrag stand. 1969 war er erneut in Kolumbien tätig, wo er diesmal mit Deportivo Cali den kolumbianischen Meistertitel gewann.
1970 wurde Davino von der mexikanischen Torwartlegende Antonio Carbajal, der zu jener Zeit den Club León trainierte, in die mexikanische Liga geholt, wo er in den kommenden Jahren für die Esmeraldas spielte und je zweimal den mexikanischen Pokalwettbewerb und den Supercup gewann.
Nach seiner aktiven Laufbahn hat Davino seinen Lebensmittelpunkt in Mexiko bezogen und war dort zeitweise sowie mit nur mäßigem Erfolg als Trainer tätig.

## Erfolge
- Argentinischer Meister: 1965
- Kolumbianischer Meister: 1969
- Mexikanischer Pokalsieger: 1971, 1972
- Mexikanischer Supercup: 1971, 1972